# Calls
Calls ist eine amerikanische Audio-Fernsehserie mit Mystery- und Science-Fiction-Elementen, bestehend aus Telefongesprächen, die von Fede Álvarez entwickelt, geschrieben und inszeniert wurde und in Zusammenarbeit von Apple und Canal+ nach dem Vorbild einer gleichnamigen französischen Serie von Timothée Hochet entstand, der auch in der amerikanischen Version als ein Executive Producer beteiligt war.
Die neunteilige Staffel erschien am 19. März 2021 bei Apple TV+.

## Inhalt
Jede Episode von Calls besteht aus Telefongesprächen fiktiver Figuren und enthält deren Tonaufnahmen zum Anhören, währenddessen sind allerdings keine Filmaufnahmen der Figuren beim Telefonieren zu sehen. Stattdessen werden vor einem schwarzen Hintergrund durch abstrakte Grafiken, Linien und geometrische Formen sowie Lichteffekte die Stimmen und der Verlauf des Gesprächs visualisiert. Außerdem erscheinen die Namen oder Bezeichnungen für die Figuren mit dem Text, den sie sprechen, auf dem Bildschirm in weißer Schrift, die sich ebenfalls gemäß der Handlung und Stimmung verändern kann.
Die Ereignisse während der Telefonate, die mittels Beschreibungen durch die Figuren impliziert sind, werden surreal und durch ein „Glitch“ genanntes Phänomen kommt es etwa zu Zeitsprüngen und Anrufen zwischen verschiedenen Zeitebenen, also etwa aus der oder in die Zukunft. Erst nach und nach wird eine Verbindung zwischen den Episoden deutlich, die den Untergang der Welt androht.

## Episodenliste
| Nr. | Deutscher Titel                  | Originaltitel                      | Regie        | Drehbuch                                      |
| --- | -------------------------------- | ---------------------------------- | ------------ | --------------------------------------------- |
| 1 | Das Ende                         | The End                            | Fede Álvarez | Fede Álvarez                                  |
| 30. Dezember Los Angeles/New York: Während Tim, der zuhause eine Affäre hat, von Küste zu Küste mit seiner Freundin Sara telefoniert, erscheinen bei ihnen mysteriöse Fremde und sie entschweben in die Luft. Besetzung: Nicholas Braun (Tim), Karen Gillan (Sara), Lily Collins (Camilla) |                                  |                                    |              |                                               |
| 2 | Der Anfang                       | The Beginning                      | Fede Álvarez | Fede Álvarez                                  |
| 9. Februar Phoenix: Als seine Freundin ihm eröffnet, dass sie schwanger ist, fährt Mark überfordert in die Wüste. Während für ihn dabei nur Minuten vergehen, liegen immer größere Zeitsprünge zwischen den Telefonaten mit seiner Freundin, seiner Mutter und seinem Sohn. Besetzung: Aaron Taylor-Johnson (Mark), Riley Keough (Rose), Ben Schwartz (Andy), Jennifer Tilly (Mutter), Kyle McCarley (Julian)              |                                  |                                    |              |                                               |
| 3 | Pedro von Gegenüber              | Pedro Across the Street            | Fede Álvarez | Nick Cuse                                     |
| 2. März Pasadena: Während eines Gesprächs mit seiner Freundin, die in einer Bank arbeitet, wird Patrick von seinem Nachbarn instruiert, eine Tasche mit gestohlenem Geld zu verstecken, und kommt in einen Konflikt, auf wen er hören soll. Besetzung: Mark Duplass (Patrick), Judy Greer (Alexis), Pedro Pascal (Pedro)                                                                                                   |                                  |                                    |              |                                               |
| 4 | Das bildest Du Dir nur ein       | It’s All in Your Head              | Fede Álvarez | Aidan Fitzgerald & Noah Gardner               |
| 29. März San Francisco: Dr. Kate Beckett wird während eines Gesprächs mit ihrem Mann, der sich scheiden lassen will, immer wieder von ihrer Schwester unterbrochen, die Schmerzen und Symptome beschreibt, was Kate aber für Einbildung hält. Besetzung: Rosario Dawson (Kate), Laura Harrier (Layla), Gilbert Owuor (Craig)                                                                                               |                                  |                                    |              |                                               |
| 5 | Ich, beide und Darlene           | Me, Myself and Darlene             | Fede Álvarez | Rodo Sayagues & Fede Álvarez                  |
| 5. Juni Huntsville: Nachdem Floyd seine Freundin erschossen hat, erhält er, während er mit dem Notruf telefoniert, einen Anruf von ihr aus der Vergangenheit und versucht darauf, sie vor seinem anderen Ich zu retten. Besetzung: Paul Walter Hauser (Floyd), Edi Patterson (Darlene), Paola Nuñez (Notruf) |                                  |                                    |              |                                               |
| 6 | Das Universum war’s              | The Universe Did It                | Fede Álvarez | Aidan Fitzgerald, Noah Gardner & Fede Álvarez |
| 14. September Indian Wells: Als Sams große Liebe und neue Freunden tot mit ihm im Zimmer aufgefunden wird, landet er im Gefängnis, doch auch nachdem er gestanden haben soll, erklärt er seinem Vater und Anwalt, dass nicht er es getan habe, sondern das Universum. Besetzung: Nick Jonas (Sam), Danny Huston (Frank), Shane Paul McGhie (Lou), Tessa De Nicola (Daisy), Tiana Camacho (Ramona)                          |                                  |                                    |              |                                               |
| 7 | Mama                             | Mom                                | Fede Álvarez | Aidan Fitzgerald, Noah Gardner & Fede Álvarez |
| 9. November Ribbonwood/San Diego: Skylar erreicht ihre Mutter in der Vergangenheit, lange Zeit bevor diese bei einem Unfall stirbt, und kann sie so retten; das wiederum gefährdet zum eigentlichen Zeitpunkt des Todes ihren Bruder. Besetzung: Joey King (Skylar), Jaeden Martell (Justin), Jemima Bergere (Mutter) |                                  |                                    |              |                                               |
| 8 | Ist ein Wissenschaftler an Bord? | Is There a Scientist on the Plane? | Fede Álvarez | Aidan Fitzgerald, Noah Gardner & Fede Álvarez |
| 30. Dezember US-Luftraum: Als Captain Perrys Flugzeug davor steht, in einen Sturm zu geraten, erreicht er General Wilson und Dr. Wheating in der Zukunft, der ihm untersagt notzulanden, da das Flugzeug in ihrer Zeit bereits abgestürzt sei. Besetzung: nur in 8: Johnny Sneed (Perry), Quinn Minichino Eakins (Kaya), Cynthy Wu (Denise); in 8 und 9: Aubrey Plaza (Dr. Rachel Wheating), Clancy Brown (General Wilson) |                                  |                                    |              |                                               |
| 9 | Schaltjahr-Mädchen               | Leap Year Girl                     | Fede Álvarez | Fede Álvarez                                  |
| 30. Dezember Azusa/Ithaca: Rachel Wheating erklärt General Wilson, was vor sich geht, und kontaktiert seit langem wieder ihren Vater, deren Forschung für das Chaos verantwortlich ist. Besetzung: nur in 9: Danny Pudi (Dr. Burman), Stephen Lang (Dr. Wheating) |                                  |                                    |              |                                               |
| Die gesamte Staffel erschien am 19. März 2021 bei Apple TV+. |                                  |                                    |              |                                               |

## Produktion
Im Juni 2018 bestellte Apple eine englischsprachige Adaption der französischen Kurzformserie Calls als erste internationale Serien-Eigenproduktion und erste internationale Ko-Produktion, nämlich mit Canal+. Die Serie wurde von Fede Álvarez entwickelt, mitgeschrieben und inszeniert. Inhaltlich wurde die erste Episode der französischen Serie als Ausgangspunkt genutzt und von dort aus eigene Geschichten, Figuren und eine neue visuelle Sprache konzipiert. Alvarez hatte ursprünglich geplant, die Sprecher auf einer Soundstage zusammenzubringen, damit sie ihre Dialoge gemeinsam aufnehmen hätten können. Nachdem es durch die COVID-19-Pandemie auch in Los Angeles zum Lockdown gekommen war, wurde an alle Sprecher ein Koffer mit Aufnahmeequipment nach Hause geschickt, während deren Bedienung sie zugleich tatsächlich über Telefon verbunden waren. Alvarez berichtet, dass einige Sprecher auch ihre eigenen Umgebungsgeräusche aufgenommen haben.
Für die Animationen war das Produktionsstudio Logan beteiligt. Alvarez wollte die visuellen Animationen an abstrakte Kunst anlehnen und beschreibt sie als „Sprache von Farben, Bewegung und Rhythmus“. Inspiriert wurde er von alten Macintosh-Computergrafiken und Albencovers wie The Dark Side of the Moon.
Die Staffel erschien am 19. März 2021 international in über 100 Ländern bei Apple TV+, im französischsprachigen Markt bei Canal+ als Calls US. Für den lateinamerikanischen Markt soll Apple als Llamadas eine eigene Version mit anderen Grafiken entwickeln.

## Rezeption

### Kritiken
Bei Rotten Tomatoes erreicht Calls eine Kritikerwertung von 95 Prozent anhand 20 Kritiken.
Brian Lowry von CNN bezeichnet die Serie als Rückkehr zu Orson Welles’ Hörspielinszenierung vom Krieg der Welten gemischt mit der Twilight Zone und schreibt, sie erinnere uns daran, dass manchmal, was wir hören, unheimlicher ist als das, was wir sehen. Sie „funktioniert, weil sie einen Wandel im Tempo repräsentiert, der auf der Auffassung, dass der durch die Vorstellung beschworene Horror oft alles übertrifft, das Millionen an Dollar in Spezialeffekten darstellen können. Sie spricht aber auch zu der Freiheit, die das schiere Übermaß an Plattformen in Hinsicht darauf, mit Formaten zu spielen, erlaubt, besonders wenn dies preiswert erfolgt.“
Oliver Kaever vom Spiegel urteilt in einer Kurzkritik: „Das lohnt sich auf jeden Fall trotzdem, gerade weil man in diesem Fall eher von »hören« sprechen sollte. Auch wenn einzelne Episoden nicht ganz so originell sind, wartet jede einzelne mit einem Gänsehautmoment auf. Der ergibt sich oft daraus, dass sich durch die Gesprächsstruktur nur sehr langsam das Kaninchenloch in Richtung Wahnsinn öffnet. Und dass das Hörspielhafte sowohl eine große Konzentration als auch viel Fantasiepotenzial mit sich bringt. Denn die Bilder zum Geschehen macht sich jeder selbst.“

### Auszeichnungen
- Creative Arts Primetime Emmys 2021: Herausragende Leistung in Motion Design